# Вурдалак
Вурдалак (вурдалака, мн. вурдалаки) — міфічна істота українського народного епосу, мрець, що повстав із могили. Як і упир чи вампір висмоктує кров у живих людей та може перетворювати вкушених на собі подібних, як і вовкулака має здатність обертатися на звіра. Нерідко жертвами вурдалака стають члени його ж сім'ї.
В українському фольклорі вурдалаки є істотами, повязаними з язичницьким культом мертвих і наділені великою містичною силою.

## Образ вурдалака в літературі
- Микола Гоголь: Вечори на хуторі біля Диканьки
- О. С. Пушкін: «Вурдалак» (вірш із циклу «Пісні західних слов'ян»)